# Ryohei Michibuchi
Ryohei Michibuchi (født 16. juni 1994) er en japansk fodboldspiller, som spiller for den japanske fodboldklub Ventforet Kofu.